# ロートガウ
ロートガウ (ドイツ語: Rodgau) は、ドイツ連邦共和国ヘッセン州オッフェンバッハ郡の市である。オッフェンバッハ・アム・マイン南東のライン＝マイン盆地に位置し、オッフェンバッハ郡で最も人口の多い自治体である。本市は、ヘッセン州の地域再編に伴って、1977年にそれまで独立した自治体であった5つの町村が合併して成立した広域町村ロートガウが1979年に市となったものである。現在の市域に含まれる集落の歴史は、8世紀にまで遡る。

## 地理

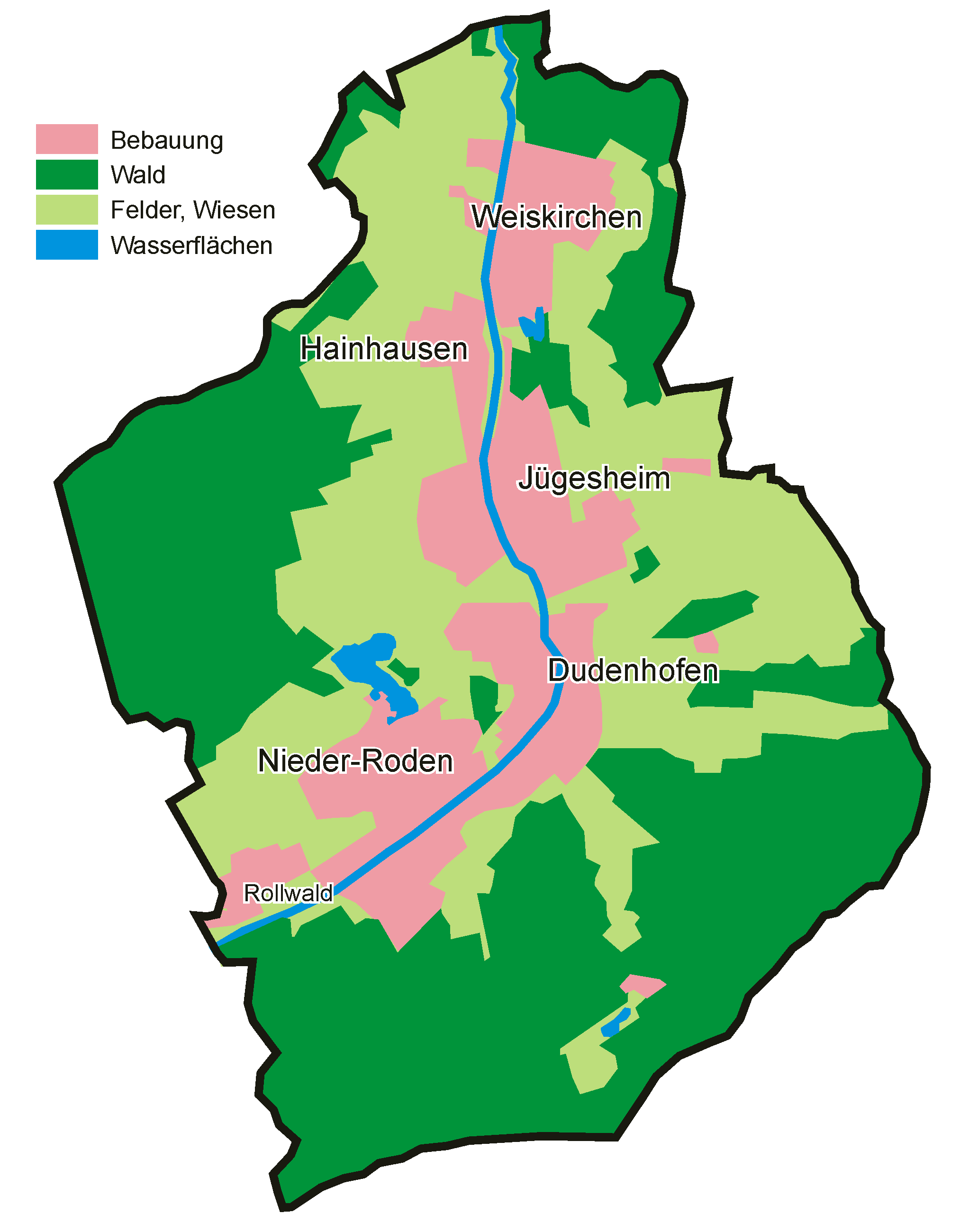
ロートガウの市区の配置と土地利用。濃い緑が森林、薄い緑が草地、ピンクが住宅地、水色が水域である。

### 位置
ロートガウは、ドイツで最も経済力が高い地域の一つであるライン＝マイン大都市圏の一部をなす。北緯 50° の緯度線が市内ニーダー＝ローデン市区のピューゾ広場を通っている。この街は、オーバーライン盆地から北に伸びるいわゆるウンターマイン盆地（マイン川下流域盆地）に位置している。これを、いずれも近郊型保養地となっている中低山地のシュペッサルト山地、タウヌス山地、フォーゲルスベルク山地、オーデンヴァルトおよびベルクシュトラーセが取り囲んでいる。この街からわずか数 km を流れるマイン川は、隣のバイエルン州との州境となっている。
市域面積の約 1/3 を森林が占めている。別の 1/3 は農耕地および水域で、残りの 1/3 が住宅、産業、交通用地である。ローダウ川が約 15 km にわたって本市のすべての市区を通って流れている。
気候については、この街はドイツで最も温暖で、最も雨の少ない地域の一つに属している。1982年から2004年までの平均で、年間平均気温は 10.5℃、年間降水量は 639.1 mm であった。

### 隣接する市町村
ロートガウは、北はホイゼンシュタムおよびオーベルツハウゼン、東はハインブルクおよびゼーリゲンシュタット（以上、オッフェンバッハ郡）、南東はバーベンハウゼンおよびエッパーツハウゼン（ともにダルムシュタット＝ディーブルク郡）、南西はレーダーマルク、西はディーツェンバッハと境を接している。

### 市の構成
ロートガウ市は、ヴァイスキルヒェン市区、ハインハウゼン市区、ユーゲスハイム市区、ドゥーデンホーフェン市区、ロルヴァルト集落を含むニーダー＝ローデン市区からなる。

## 歴史

### 市の成り立ち
ヘッセン州の地域再編に伴い、1977年にそれまで独立した自治体であった上述の町村（現在の市区）が広域町村ロートガウとして合併し、1979年9月19日に都市権を付与された。バッハガウやキンツィヒガウ同様、マインガウに属した昔の荘園ロートガウが自治体名の由来である。合併以前の自治体は、それぞれ何百年も遡る歴史を有している。
- ドゥーデンホーフェンは、近世初期には周囲をローマ＝カトリックの集落に囲まれたルター派の村で、周囲とは切り離されて発展した地域であった。
- ハインハウゼンは2番目に古い歴史を持つ市区である。ハインハウゼンの水城が、おそらく1108年の記録に登場する。現在はロートガウで最も人口の少ない市区である。
- ユーゲスハイムは2番目に大きな市区である。
- ニーダー＝ローデンは、791年のロルシュ・コデックスに "Rotaha inferior" として明記されている。この集落は、法廷が置かれたツェントの中心地であり、防衛施設を有していた。ニーダー＝ローデンは、1977年の地域再編以前はオッフェンバッハ郡ではなく、ディーブルク郡に属していた。
- ヴァイスキルヒェン

2011年12月31日現在のロートガウの人口は 45,096人（二次居住者 2,241人を含む）で、このうち男性は 22,163人、女性は 22,933人である。51カ国 4,513人 (10 %) の外国人が含まれる。住民の 65.6 % が10年以上ロートガウに居住している。

## 宗教
5つのプロテスタント、6つのカトリックの教会およびコミュニティセンターでは定期的に祭事が行われている。イスラム教の団体は、ニーダー＝ローデンの小モスクで集会を行っている。ロートガウ市民の 25.5 % がプロテスタント、 39.0 % がカトリック、35.5 % がその他の宗教または無宗教である。
ヴァイスキルヒェンの東郊外に、1982年から、カトリックのマインツ司教区に属す Internationalen Apostolischen Schönstatt-Bewegung の会議・自己研鑽センターがある。
ヴァイスキルヒェンの最初のシナゴーグは、1793年に保護ユダヤ人ゲダリーの家に造られた。その後、1881年から1882年に新しい建物が建造された。1938年11月（水晶の夜）には、この建物は売却された後、信徒仲間によって住居に改築されており、破壊を免れた。しかし、オッフェンバッハ・アム・マインに移されていた宗教関連の物品は破壊され、犠牲となった。ロートガウのシナゴーグだった建物は、所有者である市によって改修された後、2010年にヴァイスキルヒェン郷土歴史協会によって利用されることとなった。

## 行政

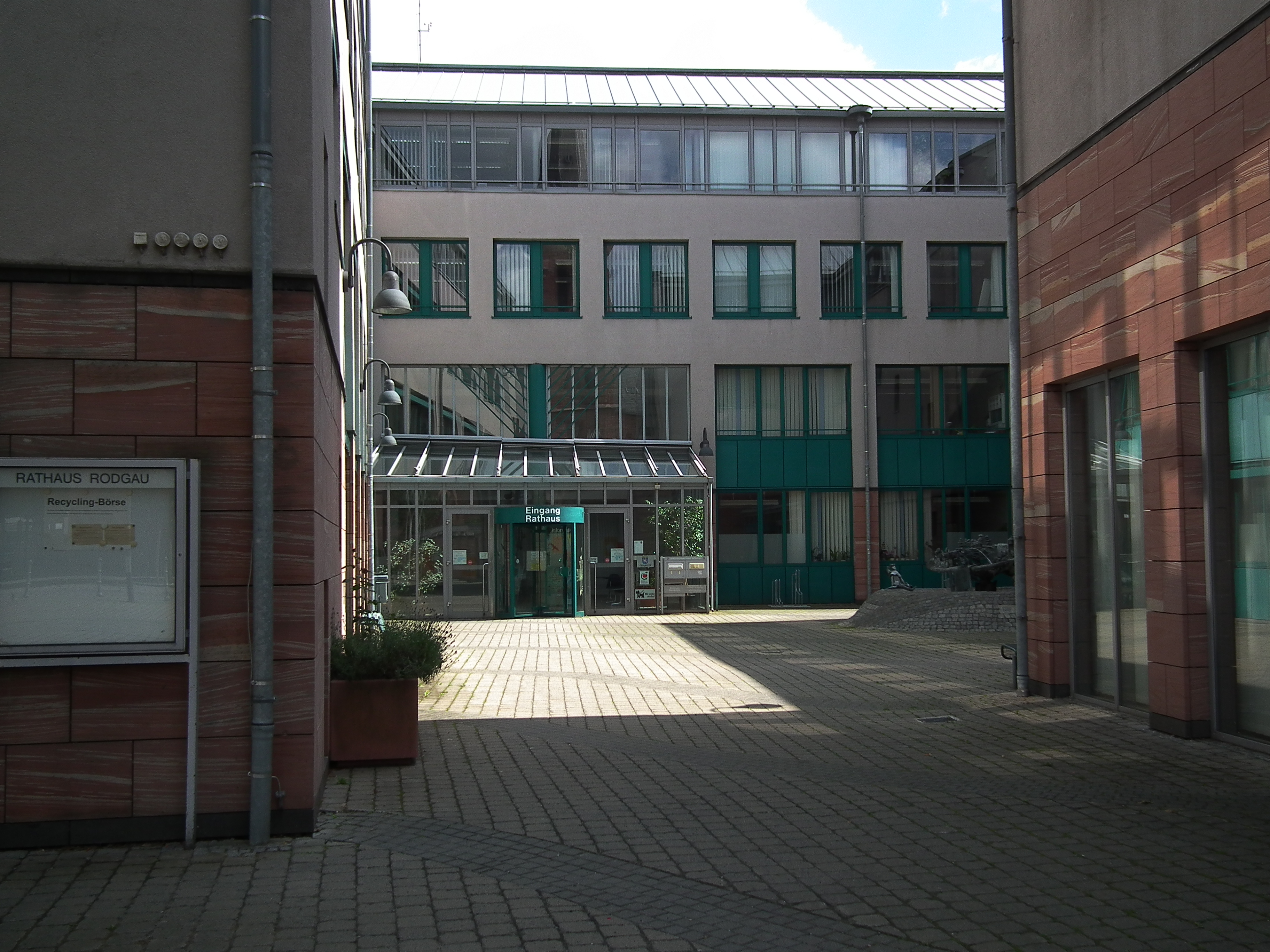
ロートガウ市庁舎

### 議会
市議会は、ロートガウ市政の最高機関であり、5年毎に選挙権を有する市民の選挙により選出される。ロートガウの市議会は 45議席からなる。
市議会は 1988年に完成したユーゲスハイムの市庁舎内で開催される。

### 首長
- 1977年1月 - 5月　ヴィルヘルム・アルベルト (SPD、州から任命された市長)
- 1977年5月 - 1980年　ハンス・エルグナー（CDU)
- 1980年 - 1988年　パウル・シェーラー (CDU)
- 1998年 - 2004年　トーマス・プルツィビラ (SPD)
- 2004年 - 2010年　アロイス・シュヴァープ (CDU)
- 2010年 - ユルゲン・ホフマン (SPD)[7]

### 紋章
1978年、ロートガウの紋章が認可された。1978年の承認文書には以下のように説明されている。「紋章は、中に 5つの星が描かれた銀の斜め帯で青地と赤地に分割されている。右上は銀の萼を持つ銀のバラで、その中に赤いハート型と黒い十字が描かれている（ルターのバラ）。左下には 6本スポークの銀の「マインツの輪」が描かれている。
この紋章は、銀の斜め帯で分割されている。この斜め帯は、すべての市区を流れるローダウ川を象徴している。帯の中には、各市区を示す 5つの星が配されている。右上部（紋章を記述する際には一般的に紋章を持つ者から見た左右を記述するため、向かって見た側とは左右が反対になる）は青地に赤いハートと黒い十字を持つ銀のバラ（ルターのバラ）が描かれている。この部分はカトリックの地域に囲まれたプロテスタントの飛び地であるドゥーデンホーフェンを想起させる。左下部は赤地で、マインツ大司教の紋章に用いられている6本スポークの輪が描かれている。この輪は、1425年以降、マインツ大司教がエップシュタイン家から市域全域の領主権を引き継いだことを意味している。マインツ選帝侯の支配は、ドゥーデンホーフェンは17世紀にここから離れたものの、他の集落については19世紀初頭の世俗化まで存続した。ハーナウ伯および1736年以降はヘッセンダルムシュタット方伯が統治したドゥーデンホーフェンは、このため周囲をユーゲスハイム、ニーダー＝ローデン、ハインハウゼン、ヴァイスキルヒェンといったカトリックの集落に囲まれたプロテスタント＝ルター派の飛び地であり続けた。こうした背景からロートガウの紋章には、マインツの輪に添えて、ルターのバラが描かれているのである。

### 姉妹都市
ロートガウ市とその市区は、以下の自治体と姉妹都市協定を結んでいる。
- ロートガウ市
  -  Donja Stubica（クロアチア、クラピナ＝ザゴリエ郡）2002年
- ドゥーデンホーフェン市区
  -  ニーウポールト（ベルギー、ウェスト＝フランデレン州）1975年
- ニーダー＝ローデン市区
  -  ピュイゾー（フランス、ロワレ県）1974年
  -  ハインブルク・アン・デア・ドナウ（オーストリア、ニーダーエスターライヒ州）1974年

## 文化と見所

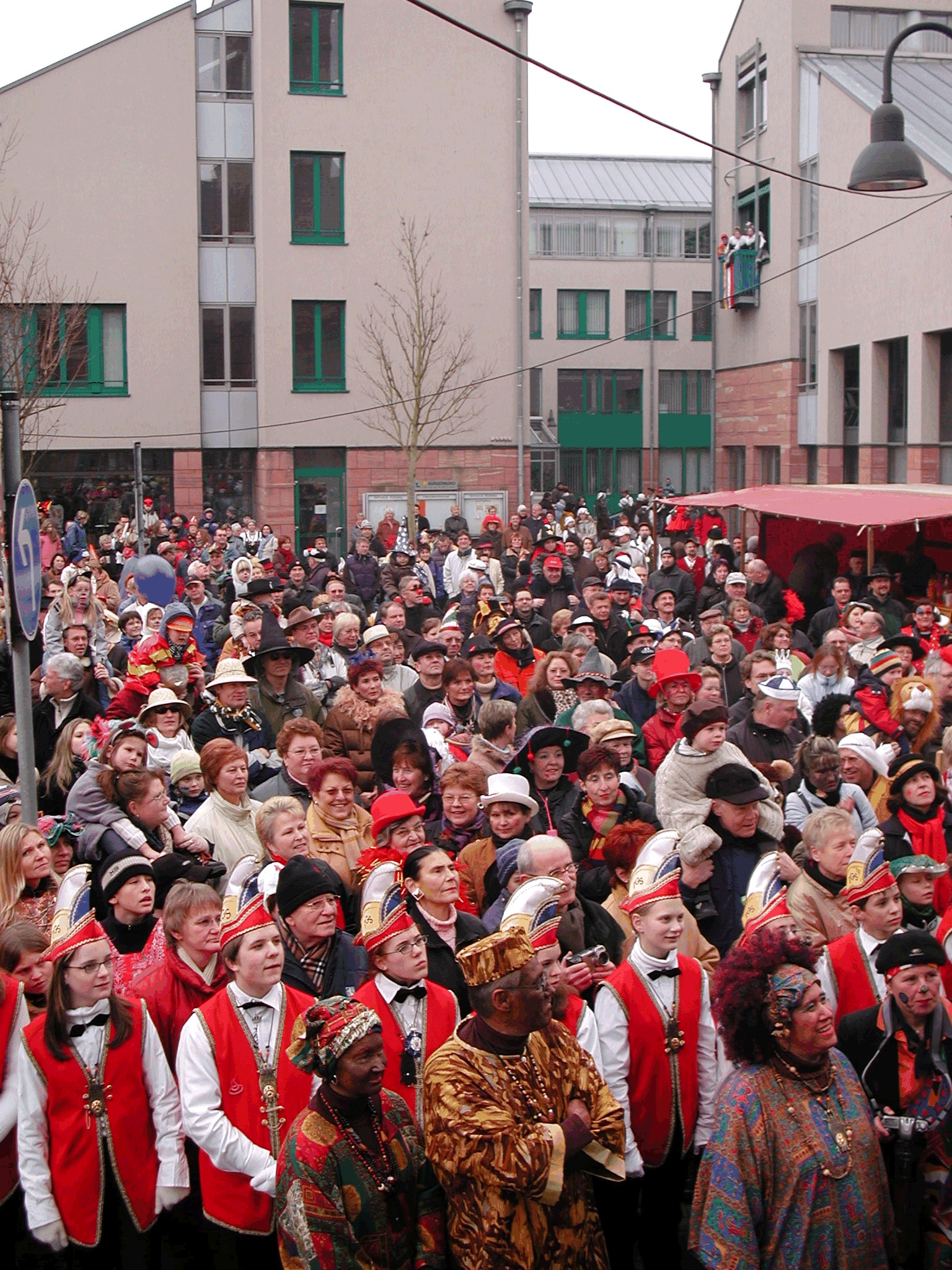
カーニバルの市庁舎前集会

ロートガウに存在する 49 のサークルがこの街の文化生活を形成している。数多くの合唱やオーケストラのコンサート、朗読会、演劇上演、ダンス大会、芸術展やワークショップなどである。市の文化局は、毎年著名な芸術化を招いた「演劇シーズン」や、この地域では注目される芸術展をニーダー＝ローデンの公民館で開催している。ヴァイスキルヒェンやドゥーデンホーフェンにも公民館がある。
ヴァイスキルヒェン、ユーゲスハイム、ニーダー＝ローデンにはそれぞれ、各集落の歴史に関するコレクションを収蔵した郷土博物館がある。ニーダー＝ローデンのフリーデンス通りには、民間が運営する DDR博物館がある。この博物館は、かつてのドイツ分裂の経緯について詳細な展示を行っている。また、4つの映画館や7つの公立図書館も文化に触れる機会を提供している。
1979年から毎年、ロートガウの芸術家による卓越した業績やプロジェクトに対して、賞金2,200ユーロを副賞としたロートガウ文化賞が設けられた。1992年からは、特に若い芸術家を対象とした文化奨励賞が設けられ、文化賞とのいずれかが授与されることとなった。
ロートガウは、ロートガウ・モノトーンズというバンドのヒット曲 "St. Tropez am Baggersee" や "Erbarme, die Hesse komme" などでドイツでは全国的に知られているが、ロートガウ・モノトーンズは1983年にロートガウ文化賞を受賞し、2009年に本市の最高の栄誉である市民メダル金賞を授与された。
ロートガウでは、5つのアマチュア劇団が活動しており、その公演はロートガウの文化生活の確固とした構成要素の一つとなっている。その中でも、1,000人以上の観客を集め、地域外からも注目されているのがニーダー＝ローデン市区の劇団による演劇プロジェクト "Das Große Welttheater" （直訳すると、「大きな世界劇場」）で、1996年にロートガウ文化賞、2000年にロートガウ文化奨励賞を受賞している。

### カーニバル
ロートガウでは、カーニバル期間中、50以上の様々なパーティー、仮面舞踏会やクレッペルカフェなどが開催され、活気ある祝祭となっている。クレッペルカフェとは、カーニバル特有のクレッペル（クラプフェンともいう、揚げパンの一種）を大量に用意したカフェで何時間もの間くつろいだお喋りを楽しむイベントである。ニーダー＝ローデンのクレッペルカフェは女性専用の行事で、毎年 2000人以上の女性が訪れる。
ロートガウのカーニバルのクライマックスはユーゲスハイム（地元では「ギーゼム」と呼ぶ）で行われる。カーニバルの土曜日に、市役所前集会が行われ、象徴的な市の権限が群衆に渡される。金曜日にはギーゼマー・ファストナハツツークと呼ばれるパレードが、「ギーゼム、ヘラウ！」（「ユーゲスハイム、万歳！」）の歓声とともにユーゲスハイムの通りを練り歩く。
ギーゼムのカーニバル代表者である王子のカップルと子供王子のカップルは、ユーゲスハイム市区の住民に限らず、他の市区からも候補者を立てることができる。

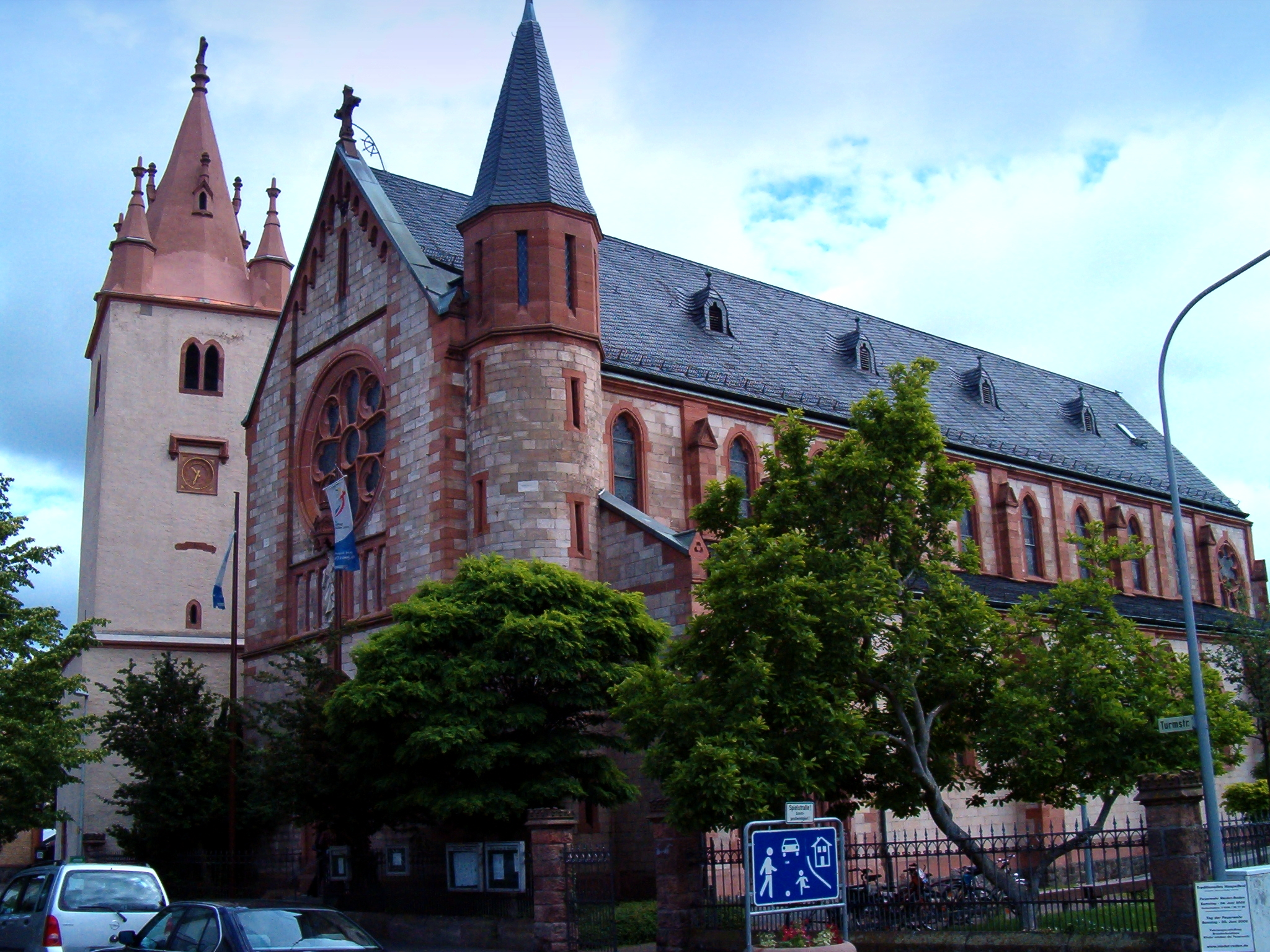
ニーダー＝ローデンの聖マティアス教会

### 見所
ロートガウには、その成立した歴史的経緯から、歴史的な中心がない。古い建造物に対する意識の欠如から、特に戦後に古い街並みの木組み建築群を完全に破壊してしまった。1970年代になって初めて、遺った歴史的建造物を組織的に把握し、保護文化財基準に基づく評価が行われた。
13世紀から19世紀に建設された5つの古い教会は、現在も昔の集落の中心部に建っている。これらは、1990年代に教会組織や自治体あるいは篤志家の援助を受けて修復がなされ、本来の姿に復元されたものである。ニーダー＝ローデンのマティアス教会の1300年頃に建設されたゴシック様式の塔はロートガウ市に現存する最も古い建物である。各教会内には、様々な時代の文化史上重要な品物がある。特筆すべきは、マティアス教会の1520年頃に製作されたリーメンシュナイダー派の特徴を持つマリア祭壇である。
市域全体に点在する16世紀から19世紀に建設された木組み建築は修復がなされ、そのいくつかは古い集落の中心部を飾っている。ドゥーデンホーフェンのパン焼き小屋などいくつかの建物は古い設計図に基づいて新たに建設されたものである。
1938年に開業し、1979年まで稼働していたユーゲスハイムの水道塔は、建築上の独自性と大胆にどっしりとした設計により、産業文化財に指定されている。この建物は、1920年代の表現主義の形式感覚と本質的に類似している。
1896年に開業した旧ロートガウ鉄道の4駅のうち3駅の駅舎が保存する価値があると見なされている。このうち2つの駅舎は修復され、新たな目的に使用されている。この他の歴史的建造物としては旧消防ポンプ小屋があり、現在はヴァイスキルヒェン郷土博物館が入っている。
また、芸術的に装飾された11の泉や数多くの彫刻、壁絵もロートガウの見所である。
多くの市民が、街の景観改善や市民文化の創設・育成のために寄附や道路の美化あるいは手工業の援助に貢献している。
毎年9月末に開催されるドラゴン祭にはドイツ全土から多くの参加者や見物客が集まる。

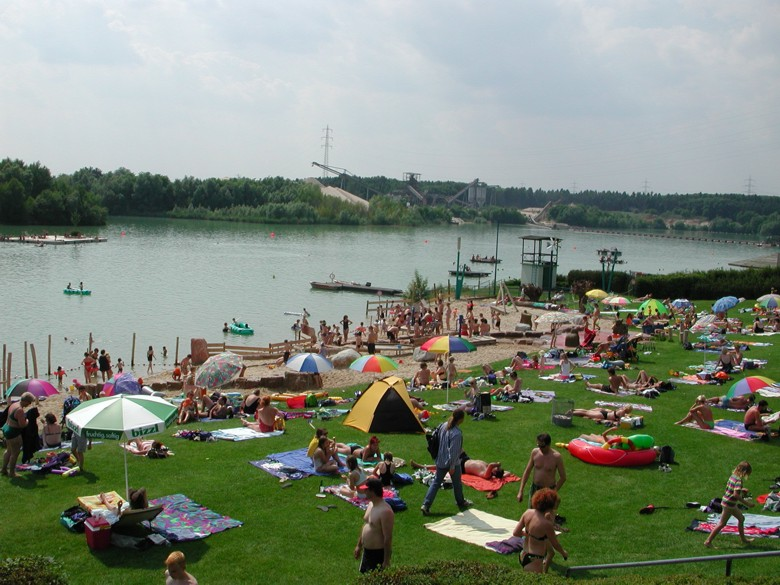
ロートガウ水浴場

- ニーダー＝ローデンの木組みの家
- ユーゲスハイムの水道塔
- ヴァイスキルヒェンの駅舎
- 旧消防ポンプ小屋
- 市庁舎前の Gugi の泉
- ドゥーデンホーフェンの羊飼いの彫刻。背後の市章が描かれた建物が復元されたパン焼き小屋。

### スポーツと余暇
ロートガウ市内には、広さ 26.3 ha のロートガウ湖に面した水浴場があり、年間 37万人の水浴客が訪れ、森の余暇施設、グリル場、ミニゴルフ場を利用している。スポーツ施設としては、3つのスポーツセンター、5つの運動場、5つの多目的体育館、4つの体育ホール、2つのフィットネスコース、多くの乗馬施設が利用できる。7つのテニスコートや屋内テニス場、水浴場に設けられた3面のビーチバレーコート、大きなスケートボード用施設もある。ロートガウには 55 のスポーツクラブがある。
ロートガウでは、毎年、1月に RLT ロートガウの 50 km ウルトラマラソン、8月にトライアスロン、9月に24時間レースや凧揚げ祭などのスポーツイベントが開催されている。

## 経済と社会資本

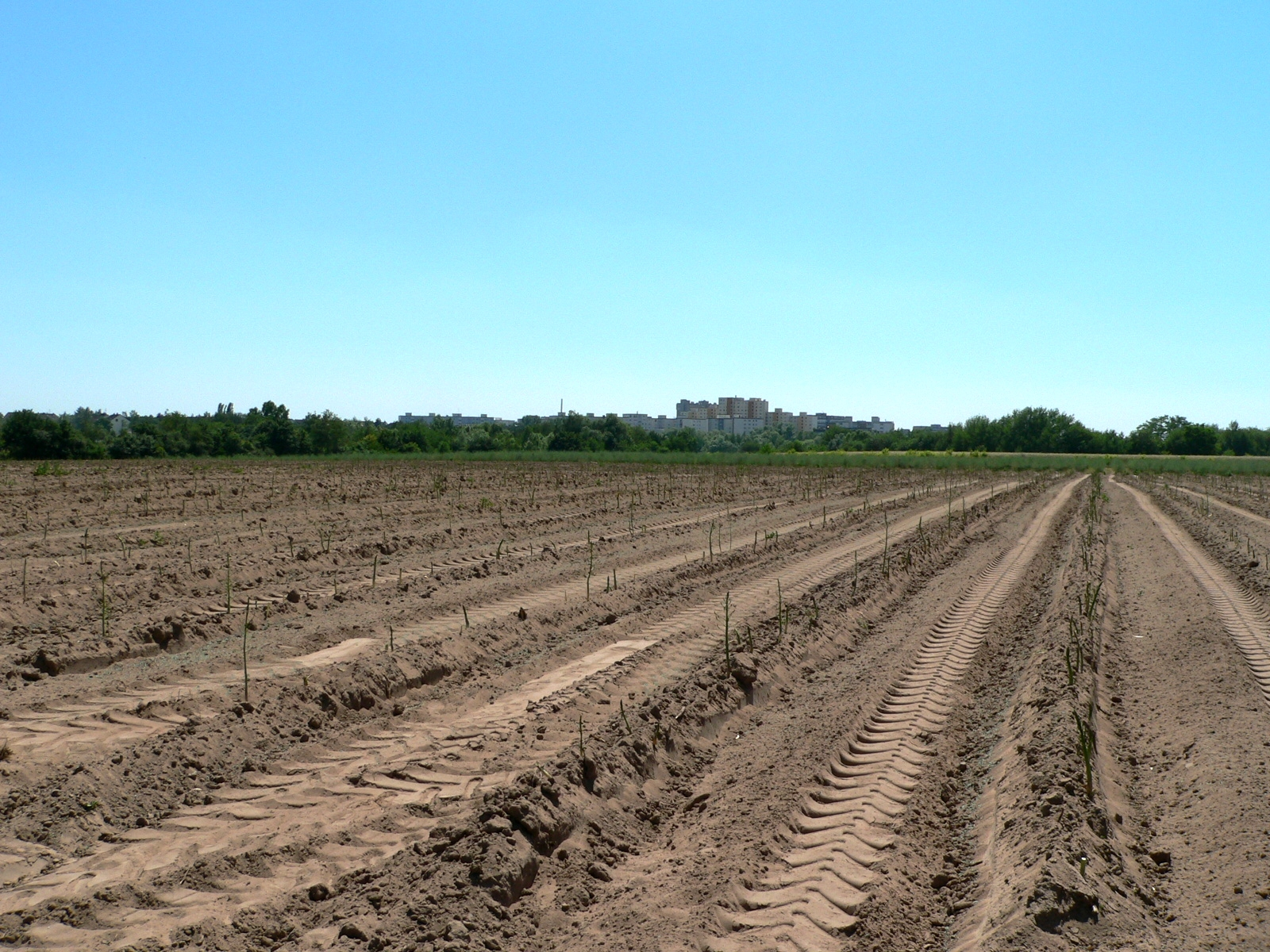
ドゥーデンホーフェンのアスパラガス畑

### 経済発展
ロートガウ市に属す旧町村は、19世紀初めまで農業で生活を立てていたが、その後次第に工業化されていった。現在、農民の多くが近隣のオッフェンバッハ・アム・マインやフランクフルト・アム・マインに仕事を持っており、農耕は副業として行われていた。
20世紀半ば、ロートガウの旧町村では皮革加工に従事する中小企業が数多く設立された。ハンドバッグ、カバン、ベルト、財布、書類カバンといった製品が主に内職で作製された。1975年までに兼業農家もほとんどいなくなった。2004年時点で専業農家は 11軒（主にアスパラガス栽培）で、兼業農家は 4軒であった。
皮革加工業とともに、ロートガウでは金属加工業も盛んになった。これは、ベルトのバックルやカバンの持ち手などを供給する必要があったためである。ヴァイスキルヒェン、ユーゲスハイム、ニーダー＝ローデンに多くの会社が設立された。しかし現在では皮革加工業も金属加工業も小さな役割を担うだけになっている。
1954年、ドゥーデンホーフェンの外れに、新たな産業分野である石灰砂岩の採石場が造られた。ここから最盛期には 7300万トンの石が切り出された。1990年代にこの会社は、現在 Porit の商標で知られている気泡コンクリート生産に重点を移した。

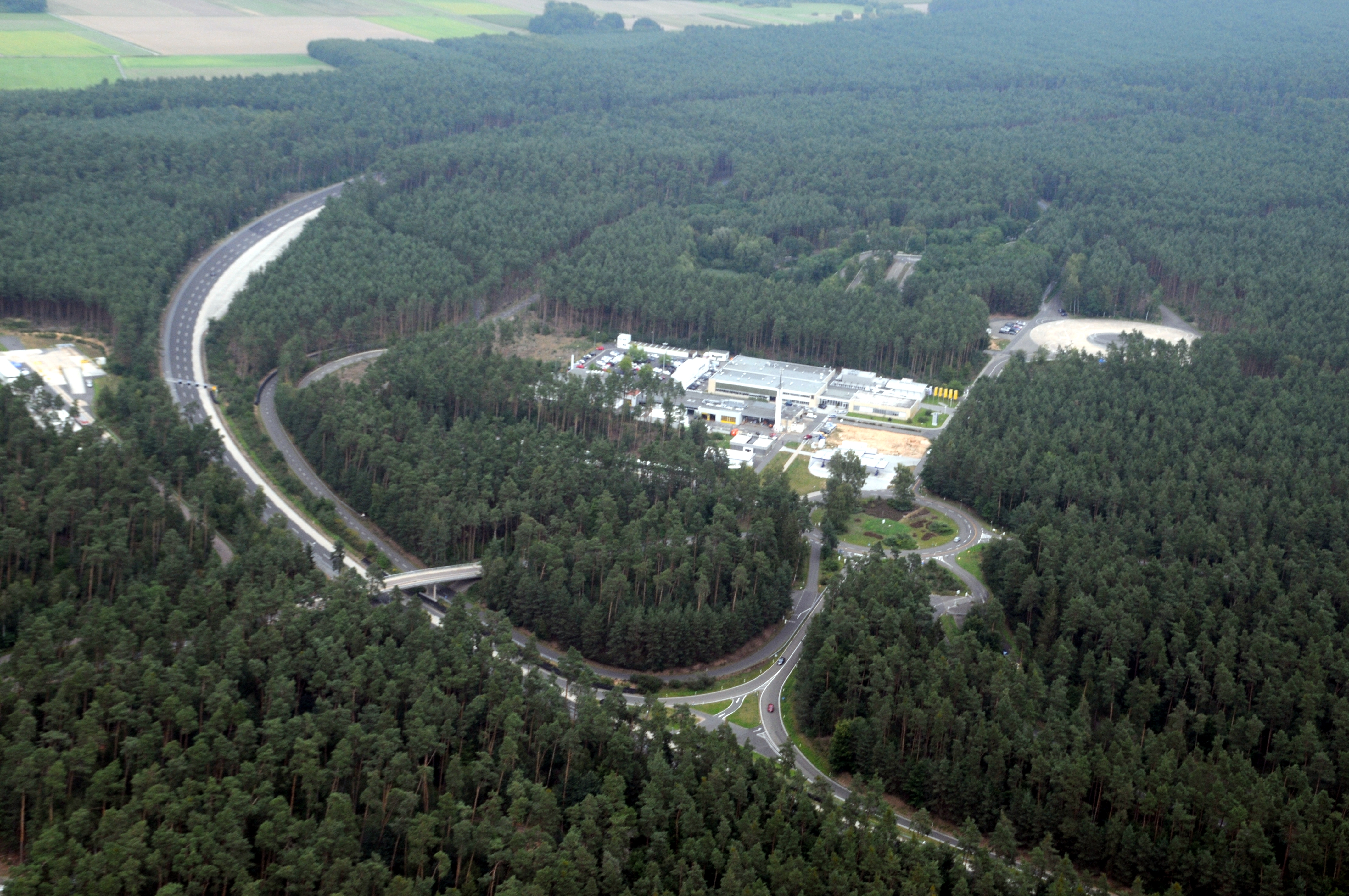
オペルのテストセンター

1960年代の初めに、アダム・オペル AGは、テストセンター (TCD) の場所としてドゥーデンホーフェンを選んだ。テストセンターは1966年から運用を開始した。4.8 km の高速仕様の周回コースの中に、全長 6.7 km の考え得るすべての道路状況を再現した耐久試験コースが設けられており、2009年からオフロード仕様車のテストコースとして使用されている。
1960年代の初めから、ロートガウに6つの産業地域（総面積 219 ha）が整備され、IBMの商品配送センター（2005年まで。その後は、Mann-Mobilia流通センター）、Atlas Rhein Main社、FEGRO卸売りマーケット、MEWAテキスタイルサービス、GEODIS、ペプシコーラ・ドイツ、パーキンエルマー・ライフ・アンド・アナリティカル・サイエンス、DHL郵送専門センターといったサービス業が立地している。2005年半ばには、ロートガウには 3,871社の企業が登記されており、このうち有名なスーパーマーケットのチェーン店が23社、ホテルは16社で合計795床であった。
製造業や手工業からサービス業へという傾向は、1987年と2003年とを比較すると明らかである。全企業数に占めるサービス業者の比率は、広域町村発足の10年後（1987年）には 52 % であったが、その15年後には 73 % にまで増加した。
ロートガウには約 150社のハイテク企業が立地している。センサ技術、測量技術、計測技術、分析技術を応用し、航空および宇宙飛行の情報・通信分野を担っている。その他には、生産技術、自動表面処理、ミクロエレクトロニクス、光エレクトロニクスといった分野の企業がある。
2005年時点でロートガウには、9,075人分の社会保健支払い義務のある職場が存在し、さらに約 3,000人分の自営業、公務員、極小規模事業者があった。
ただしロートガウ住民の労働者の大半は、周辺の大都市（オッフェンバッハ・アム・マイン 15 km、ハーナウ 15 km、ダルムシュタット 20 km、アシャッフェンブルク 20 km、フランクフルト・アム・マイン 25 km）に職場を持っている。

### 交通

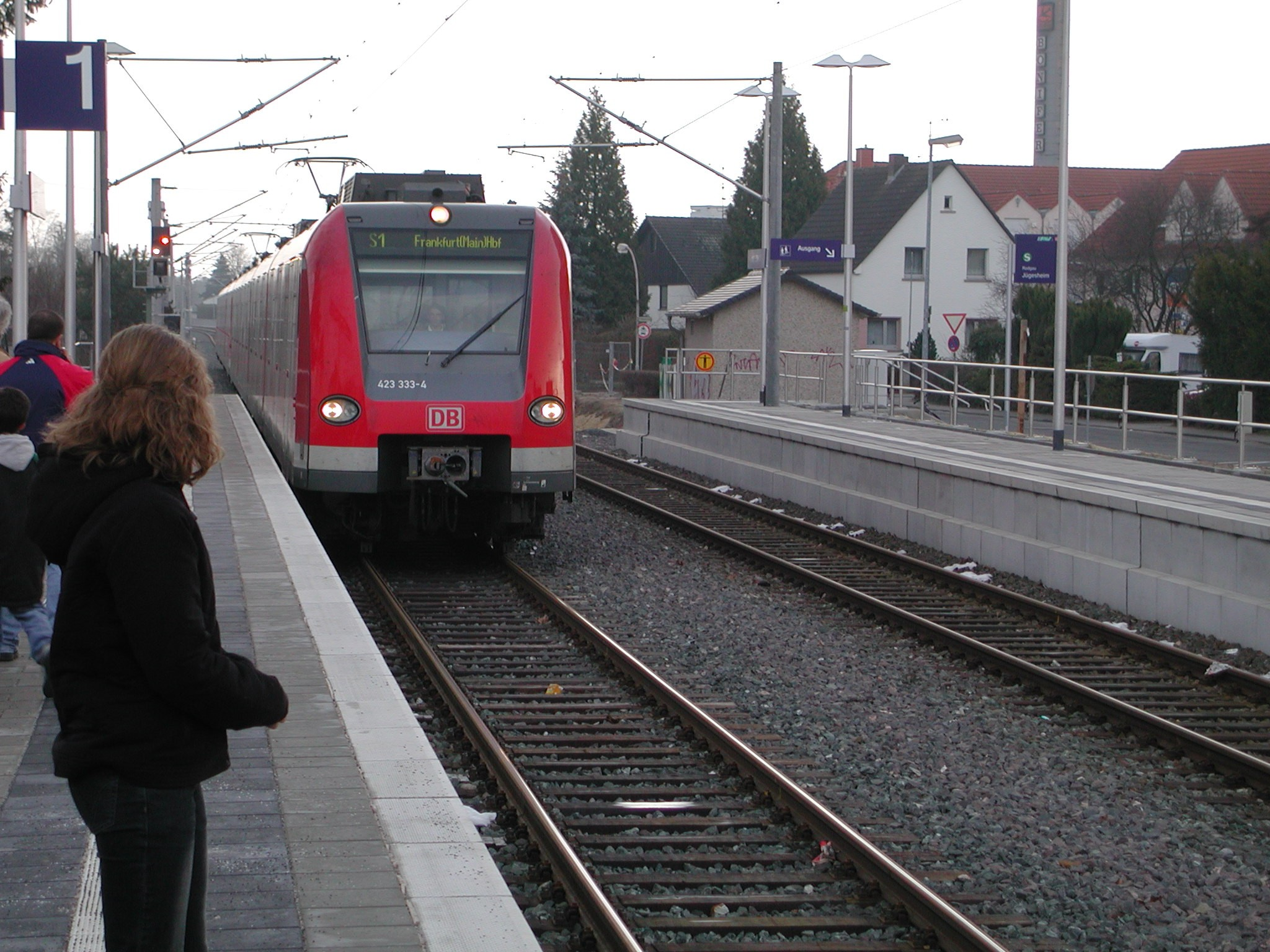
ユーゲスハイム駅に到着するSバーンのフラクフルト中央駅行き423型列車

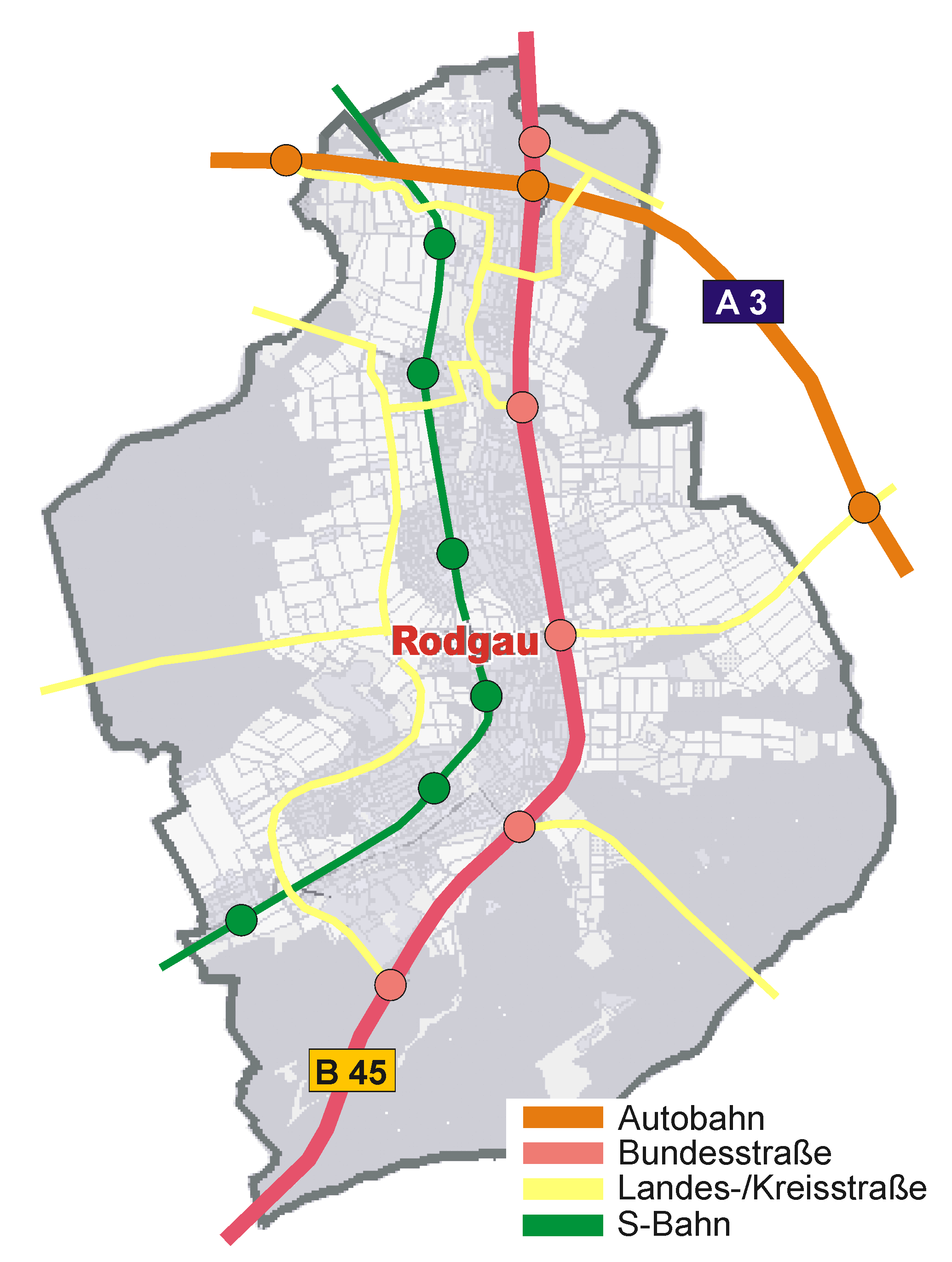
ロートガウの主要交通網。オレンジ色がアウトバーン A3号線、ピンクが連邦道 B45号線、黄色が州道または郡道、緑色がSバーンS1号線である。

#### 公共旅客交通
2003年12月14日から、SバーンのS1号線ヴィースバーデン - レーダーマルク＝オーバー・ローデン路線によってロートガウのすべての市区が広域のライン＝マインSバーン網に接続した。それ以前は、ロートガウ鉄道がロートガウを通っていた。
S1号線のニーダー＝ローデン駅とユーゲスハイム駅にはバーベンハウゼン、ゼーリゲンシュタット、ディーツェンバッハ、ランゲン行きの郡営バスやハインハウゼン、ヴァイスキルヒェン、ロルヴァルト行きの市営バスが定期的に運行している。

#### 自転車道
ロートガウ市は、全ドイツ自転車協会と共同で、5つの市区を結ぶ自転車道の整備を行っている。2005年以降、市内全域を通るロートガウ周遊道が整備された。この自転車道は全長 42.1 km とほぼマラソンコースの距離である。Sバーンの軌道の左右に、ロルヴァルトからヴァイスキルヒェンまで、すべての市区を結ぶ全長14 km のアスファルト舗装の自転車道が通っている。Sバーンの各駅には、自転車立てと鍵のかかるレンタルボックスを備えた自転車駐車場がある。

#### 歩行者専用区域
ニーダー＝ローデンのSバーン駅からピュイゾー広場までとユーゲスハイムのロートガウ・パサージは、歩行者専用区域である。また、道路の状況に応じて車輌通行量が制限される区域が各市区の特に中心部や新興住宅地付近に設けられている。ドゥーデンホーフェンとユーゲスハイムのローダウ川の河原に設けられた公園風の散歩道は歩行者用の径である。また、ロートガウ市内には、森や野原を抜ける標識を備えた遊歩道が整備されている。

#### 道路交通
ロートガウの北部をアウトバーン A3号線（フランクフルト・アム・マイン - ヴュルツブルク）が通っており、市内を南北に貫いてすべての市区を結んでいる連邦道 B45号線（ハーナウ - ディーブルク）と交差している。アウトバーン A3号線のヴァイスキルヒェン・サービスエリアがロートガウ市内にある。北側のサービスエリアにはモーテルもある。1960年代のオッフェンバッハからヴュルツブルクまでの延伸工事の際に両サービスエリアはドイツ初の純粋な自動化された食堂として建設されたが、1980年代の初めにこのコンセプトから離れ、セルフサービスの食堂に改造された。
西部の住宅地は全長 11 km のロートガウ＝リング通りで結ばれている。この道路は北はホイゼンシュタムおよびオッフェンバッハに通じている。郡を東西に貫くディーツェンバッハ - ロートガウ - ゼーリゲンシュタット線はやはりA3号線に接続している。ヴァイスキルヒェンにはさらにA3号線のオーベルツハウゼン・インターチェンジがある。
2001年からロートガウ市内には、6つの通行量が多い交差点にラウンドアバウトが設けられている。その中央は盛り土がなされ、植物が植えられている。また、住宅地の通行量緩和のためにさらに4つのミニ・ランドアバウトがある。

#### 駐車場
ニーダー＝ローデンの水浴場沿い入口付近に約 2000台収容の駐車場がある。Sバーンの6つの各駅にも、合わせて 400台のパーク・アンド・ライド用駐車場がある。ユーゲスハイムは中心部に2つの地下駐車場がある。ドゥーデンホーフェン、ヴァイスキルヒェン、ニーダー＝ローデンの各公民館付近や体育館近くにも大型駐車場がある。5つの森のレクリエーション施設にも駐車スペースが大きく取られており、東の森林地区内ランゲン林道横に遊歩道用駐車場がある。

#### 航空交通
ロートガウは、フランクフルト空港に近く、Sバーンで容易にアクセスできるため、効率的に世界と結びついている。
オッフェンバッハとダルムシュタットとの間、ロートガウから約 25 km の場所にドイツで最も離着陸数が多い地方空港であるフランクフルト＝エーゲルスバッハ飛行場がある。年間約 77,000回の離着陸があり、フランクフルト空港の負担を軽減し機能を補完している。

### メディア

#### 新聞
広域紙 フランクフルター・ルントシャウおよびオッフェンバッハ＝ポストは、オッフェンバッハ郡地方版にロートガウのローカルニュースを含んでいる。さらに無料のロートガウ＝ポストがオッフェンバッハ＝ポストの出版社から木曜日に発行されている。さらに2つの無料週刊誌が各戸に配布される。ビュルガーブラットとロートガウツァイトゥンクである。ドライアイヒ＝シュピーゲルもロートガウの事件について扱っている。市の広報紙マイン・ロートガウは、年に10回、ロートガウの人物、スポーツ、文化、ライフスタイルなどについて報道している。

#### ケーブルネットワーク
ロートガウの多く世帯が、ケーブルテレビの Unitymedia を通してテレビ 32チャンネル、ラジオ 35局の放送を受信している。その信号は、レーダーマルクの中継所から供給されている。2005年からはブロードバンドネットワークが整備され、デジタルテレビ放送やラジオ放送の送信が可能になった。

#### DVB-T
ロートガウでは、2006年5月28日にグローサー・フェルトベルク送信所およびヴュルツブルク送信所からのアナログ・テレビ放送が終了した。その後、デジタルテレビ放送 (DVB-T) がこの地域をカバーしている。これ以後、ロートガウはグローサー・フェルトベルク送信所およびフランクフルト送信所のサービスエリアとなった。テレビプログラムの受信は地域によってインターネット経由あるいは屋外アンテナ経由でなされている。

#### ラジオ
大都市フランクフルトに近いことから、ロートガウには以下のラジオ放送の送信所がある。
- ヘッシシャー・ルントフンク（ヘッセン放送）1 - 4 および You FM、hr-info
- ヒット・ラジオ FFH（バート・フィルベル）
- ラジオ・プリマヴェーラ（アシャッフェンブルク）

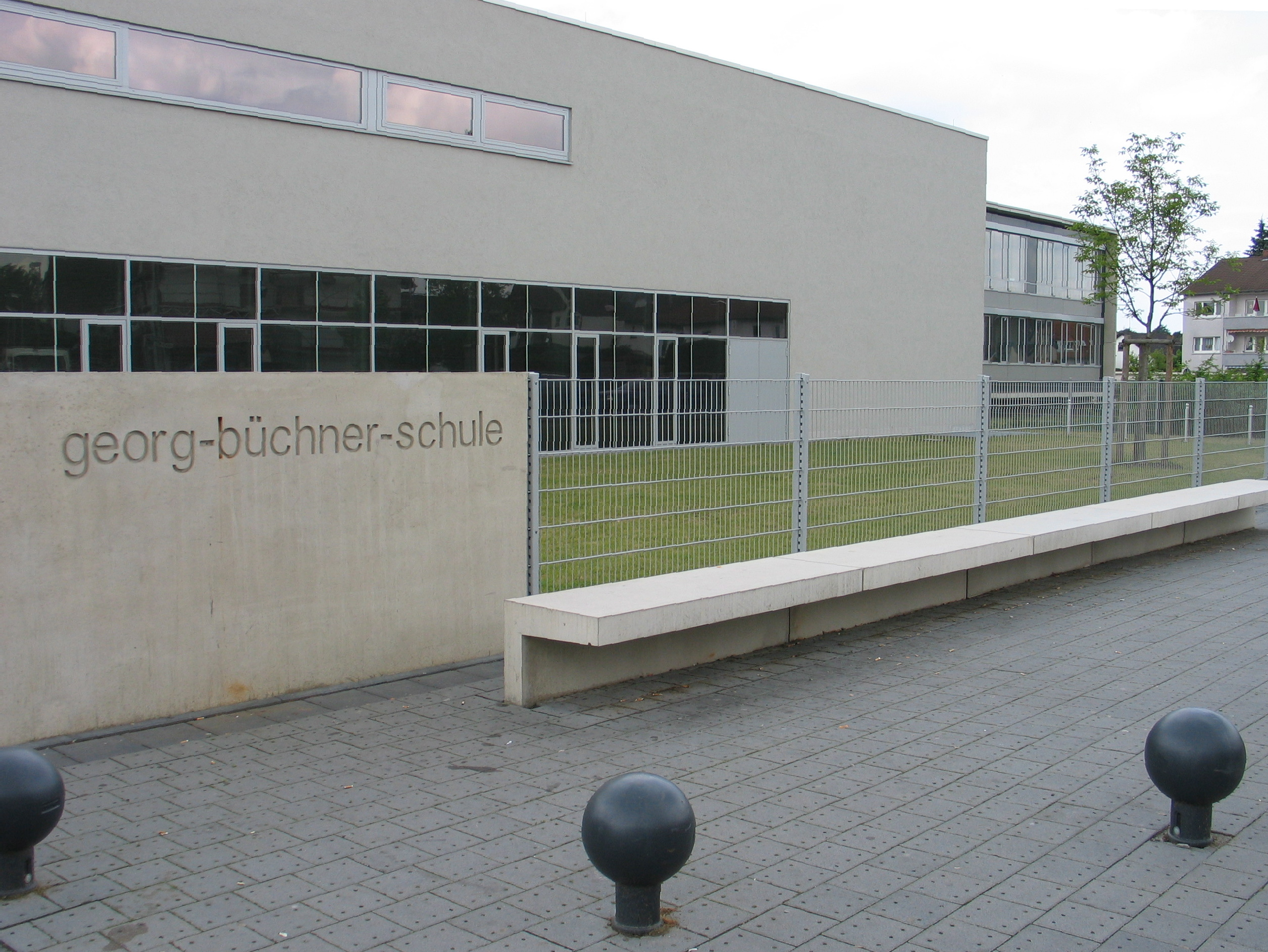
ゲオルク＝ビュヒナー＝シューレ

- ラジオ・フォルツナ（ホイゼンシュタム）

### 教育
ロートガウには 25園の幼稚園の他、長年独立した自治体であったことから、多くの学校施設がある。ドゥーデンホーフェンのクラウス＝フォン＝シュタウフェンベルク＝シューレは、11学年から13学年のギムナジウム上級学年の学校である。共同型総合学校としてはユーゲスハイムのゲオルク＝ビュヒナー＝シューレとハインハウゼンのゲシュヴィスター＝ショル＝シューレがある。統合型総合学校はニーダー＝ローデンにある（ハインリヒ＝ベル＝シューレ）。基礎課程学校は、ドゥーデンホーフェンのフライヘル＝フォン＝シュタイン＝グルントシューレ、ユーゲスハイムのカール＝オルフ＝シューレ、ニーダー＝ローデンのガルテンシュタット＝シューレ、ニーダー＝ローデンのグルントシューレ・アム・ビュルガーハウス、ハインハウゼンのミュンヒハウゼン＝シューレ、ユーゲスハイムのヴィルヘルム＝ブッシュ＝シューレの 6校がある。ゲオルク＝ビュヒナー＝シューレ、ハインリヒ＝ベル＝シューレ、ゲシュヴィスター＝ショル＝シューレおよびロートガウ市外の数校は学校群を形成しており、その中で相互に知識交換会を行ったり、共同のプロジェクトやクラス活動を企画している。また、ヴァイスキルヒェンには特殊学校のフリードリヒ＝フォン＝ボーデルシュヴィング＝シューレがある。さらに市は市民大学を運営し、ロートガウ音楽学校を支援している。

## 人物

### 出身者
- クリスティアン・デミルタス（1984年 - ）サッカー選手
- ダニエル・チーメン（1985年 - ）サッカー選手
- ジェニファー・ホーフ（1991年 - ）ファッションモデル

### ゆかりの人物
- ハンス・ヤーコプ・クリストッフェル・フォン・グリンメルスハウゼン（1621年または1622年 - 1676年）作家。三十年戦争の際ニーダー＝ローデンに宿営した。
- リオ・ライザー（1950年 - 1996年）歌手、作曲家、作詞家、俳優。1965年から1968年までニーダー＝ローデンに住んだ。
- ニコール・ブラウン・シンプソン（1959年 - 1994年）フットボール選手O・J・シンプソンの妻。子供時代にニーダー＝ローデンのロルヴァルト地区に住んでいた。
- ミヒャエル・トゥルク（1976年 - ）サッカー選手。1997年から1999年まで SV ユーゲスハイムでプレイした。

## 引用
1. ↑  Hessisches Statistisches Landesamt: Bevölkerung in Hessen am 31.12.2023 (Landkreise, kreisfreie Städte und Gemeinden, Einwohnerzahlen auf Grundlage des Zensus 2011)]
2. ↑  ドイツ気象庁
3. ↑  Gesetz zur Neugliederung des Landkreises Offenbach vom 26. Juni 1974, GVBl. I S. 316; § 6 Stadt Rodgau
4. ↑  ロートガウ市住民課
5. ↑  www.rodgau.de 人口統計
6. ↑  2011年3月27日の市議会議員選挙結果
7. ↑  ロートガウ市長選挙結果
8. ↑  "Kulturpreis der Stadt Rodgau an Sängervereinigung Sängerkranz Polyhymnia"（2012年のロートガウ文化賞に関する記事、op-online.de 2012年3月1日付け、2013年1月14日閲覧）
9. ↑  Jahrbuch der Stadt Rodgau, Ausgabe 2009/2010, pp. 5-9
10. 1 2  Stadt Rodgau Wirtschaftsförderung（ローダウ市経済振興課）
11. ↑  Rodgau im Zeichen der Innovation, Heft 1, 2006
12. ↑  main ro-dgau（2013年1月14日 閲覧）